# Hành lang

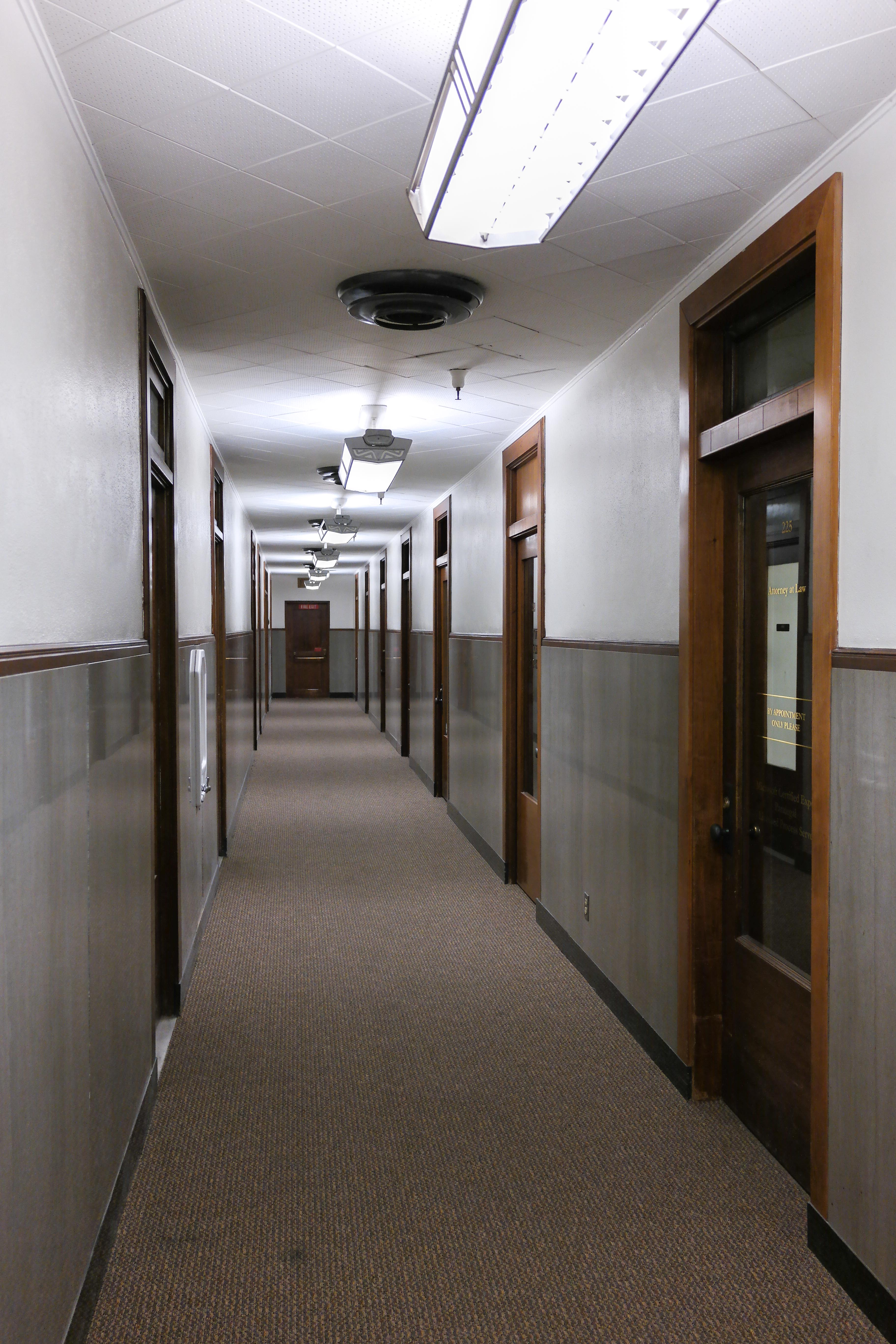
Hành lang trong tòa nhà văn phòng Luhrs Tower, xây dựng năm 1929 tại Phoenix, Arizona

Hành lang là một khu vực bên trong tòa nhà, thường dài và hẹp, dùng để kết nối các phòng khác với nhau. Hành lang cần đảm bảo đủ rộng rãi để cho phép việc di chuyển an toàn và thuận tiện cho mọi người trong trường hợp xảy ra hỏa hoạn, đồng thời đáp ứng nhu cầu di chuyển của người sử dụng xe lăn.
Chiều rộng tối thiểu của hành lang phải đáp ứng các tiêu chuẩn trong xây dựng. Tại Hoa Kỳ, chiều rộng tối thiểu cho hành lang trong nhà ở là 910 mm (36 inch). Ở những khu vực có lưu lượng di chuyển cao như trường học và bệnh viện, hành lang cần được thiết kế rộng hơn để đáp ứng nhu cầu sử dụng cao hơn.
Vào năm 1597, kiến trúc sư John Thorpe là người đầu tiên đưa ra ý tưởng thiết kế nhà ở với nhiều phòng riêng biệt, thay vì sử dụng các phòng thông nhau như trước đây. Mỗi phòng đều có cửa ra vào riêng biệt và được bố trí dọc theo hành lang.